# Шишинское сельское поселение
Ши́шинское се́льское поселе́ние — муниципальное образование в Топкинском районе Кемеровской области. Административный центр — посёлок Шишино.

## История
Шишинское сельское поселение образовано 17 декабря 2004 года в соответствии с Законом Кемеровской области № 104-ОЗ.

## Население
| 2010  | 2011  | 2012  | 2013  | 2014  | 2015  | 2016  |
| ----- | ----- | ----- | ----- | ----- | ----- | ----- |
| 1505  | ↘1504 | ↘1477 | ↘1465 | ↘1437 | ↘1400 | ↘1391 |
| 2017  | 2018  | 2019  |       |       |       |       |
| ↘1380 | ↘1332 | ↘1283 |       |       |       |       |

## Состав сельского поселения
| № | Населённый пункт | Тип населённого пункта          | Население |
| - | ---------------- | ------------------------------- | --------- |
| 1 | 64 км            | разъезд                         | 12        |
| 2 | 79 км            | разъезд                         | 26        |
| 3 | Комсомольский    | посёлок                         | 139       |
| 4 | Листвянка        | посёлок                         | 116       |
| 5 | Шишино           | посёлок, административный центр | 1212      |